# Charles-Antoine de Hohenzollern
Charles-Antoine de Hohenzollern (en allemand, Karl Anton Prinz von Hohenzollern), prince de Hohenzollern-Sigmaringen, né le 1er septembre 1868 au château de Sigmaringen et mort le 21 février 1919 au château de Namedy, troisième fils du prince Léopold de Hohenzollern et de son épouse l’infante Antonia de Portugal, est un membre de la famille princière de Hohenzollern-Sigmaringen. Les frères aînés de Charles-Antoine sont Guillaume, prince de Hohenzollern et Ferdinand Ier, roi de Roumanie.

## Biographie

### Éducation
Placé sous l'autorité d'un précepteur militaire, le major Franz von Schilgen, il suit le cursus des humanités classiques avant de rejoindre une école de guerre à Düsseldorf.

### Mariage et postérité
Le 28 mai 1894, il épouse à Bruxelles sa cousine germaine la princesse Joséphine de Belgique qui lui donne quatre enfants :
- Stéphanie Joséphine Carole Philippine Léopoldine Marie, princesse de Hohenzollern (née le 8 avril 1895 à Potsdam, en Allemagne, et décédée le 7 août 1975 à Dießen am Ammersee, en Allemagne), qui épouse Joseph Ernst, comte Fugger von Glott (1895-1981), le 18 mai 1920 (sans postérité) ;
- Marie Antoinette Wilhelmine Auguste Victoire, princesse de Hohenzollern (née le 23 octobre 1896 à Potsdam, en Allemagne, et décédée le 4 juillet 1965 à Bolzano, en Italie), qui épouse le baron Egon Eyrl von und zu Waldgries und Liebenaich (1892-1981), le 27 novembre 1924 (quatre enfants) ;
- Albert Louis Léopold Tassilon, prince de Hohenzollern (né le 28 septembre 1898 à Potsdam, en Allemagne, et décédé le 30 juillet 1977 à Bühl, en Allemagne), qui épouse Ilse-Margot von Friedeburg (1901-1988), le 11 mai 1921 (cinq enfants) ;
- Henriette Léopoldine Wilhelmine, princesse de Hohenzollern (née le 29 septembre 1907 à Berlin, en Allemagne, et décédée le 3 octobre 1907 à Berlin, en Allemagne), morte en bas âge.

### Carrière militaire
En 1904 il est envoyé par Guillaume II empereur allemand en qualité d'observateur sur le théâtre des opérations militaires de la guerre russo-japonaise.
Il participe à la Première Guerre mondiale. Il meurt le 21 février 1919 au château de Namedy.

## Titulature
- 1er septembre 1868 – 3 septembre 1869: Son Altesse Sérénissime le prince Charles-Antoine de Hohenzollern-Sigmaringen
- 3 septembre 1869 – 21 février 1919: Son Altesse Sérénissime le prince Charles-Antoine de Hohenzollern

## Honneurs
Charles-Antoine de Hohenzollern est décoré de :
- Grand-croix de l'ordre d'Albert l'Ours (Anhalt) (1889).
- Grand-croix de l'ordre de Saint-Étienne (Autriche).
- Grand-croix de l'ordre impérial de Léopold (Autriche) (1900).
- Chevalier de l'ordre de la Fidélité (Bade) (1900).
- Grand-croix de l'ordre du Lion de Zaeringen (Bade) (1900).
- Chevalier de l'ordre de Saint-Hubert (Bavière) (1905).
- Grand-croix de l’ordre de Léopold (Belgique) (1894).
- Grand commandeur de l'ordre royal de la Maison de Hohenzollern.
- décoré de l'ordre du Chrysanthème du Japon.
- Grand-croix de l'ordre du Soleil levant (Japon).
- Bailli Grand-croix d'honneur et de dévotion de l'ordre souverain de Malte.
- Grand-croix de l'ordre de la couronne de Wende (Mecklembourg).
- Grand-croix de l'ordre de la Tour et de l'Épée (Portugal).
- Grand-croix de l'ordre du Christ (Portugal).
- Grand-croix de l'ordre de Saint-Benoit d'Aviz de Portugal.
- Chevalier de 1re classe de l'ordre de l'Aigle rouge (Prusse).
- Croix de Fer, 1re classe classe (Prusse) (1914).
- Grand-croix de l'ordre de l'Étoile de Roumanie.
- Grand-croix de l'ordre de la Couronne (Roumanie).
- Médaille « Virtutea Militar » de Roumanie.
- Grand-croix honoraire de l'Ordre royal de Victoria (Royaume-Uni) (28 janvier 1907, déchu en 1915).
- Bailli Grand-croix du Très vénérable ordre de Saint-Jean (Royaume-Uni) (déchu en 1915).
- Grand-croix de l'ordre de la Maison ernestine de Saxe (duché de Saxe-Cobourg et Gotha).
- Grand-croix de l'ordre du Faucon blanc (Saxe-Weimar).
- décoré 1re classe de l'ordre de l'Osmaniye (Turquie).
- Médaille Imtiyaz (Turquie).

## Œuvre
Meine Erlebnisse während des russisch-japanischen Krieges 1904-1905, Berlin, 1912.